# Слопи
Слопи — річка в Україні, у Мукачівському районі Закарпатської області. Права притока Бабички (басейн Дунаю).

## Опис
Довжина річки 15 км., похил річки — 18 м/км. Площа басейну 37,5 км².

## Розташування
Бере початок на південному сході від Кучави. Тече переважно на південний захід через Зубівку і впадає у річку Бабичку, ліву притоку Чорної Води.
Річку перетинає автомобільна дорога Н09